# Harley Jane Kozak

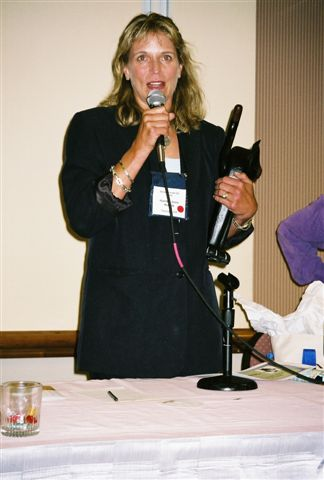
Harley Jane Kozak

Harley Jane Kozak (* 28. Januar 1957 in Wilkes-Barre, Pennsylvania, USA; eigentlich: Susan Jane Kozak) ist eine US-amerikanische Film- und Theaterschauspielerin sowie Autorin.

## Biografie
Kozak ist die jüngste von acht Geschwistern; sie hat drei ältere Schwestern sowie vier ältere Brüder. Ihr Vater starb bereits 1958, als Kozak gerade ein Jahr alt war. Ihre Mutter war darum gezwungen, mit der Familie Wilkes-Barre zu verlassen, um sich zunächst in North Dakota und später in Nebraska (Lincoln) niederzulassen, wo Kozak den Großteil ihrer Kindheit verlebte. Kozak gab sich bereits als Kind den Künstlernamen Harley in Anlehnung an das bekannte Motorrad Harley-Davidson und stand bereits mit fünf Jahren auf der Bühne.
Nach dem Abschluss an der Lincoln East High School 1975, zog Kozak nach New York City, wo sie die NYU School of the Arts besuchte. Um sich finanziell über Wasser halten zu können, arbeitete sie als Kellnerin in einem Restaurant in Greenwich Village.
1981 erfolgte ihr Filmdebüt in einer Episode der kurzlebigen Fernsehserie Texas, danach stand sie von 1985 bis 1986 (und kurz 1989) in der Seifenoper California Clan vor der Kamera. Ihr Filmcharakter Mary Duvall McCormack starb einen ungewöhnlichen Serientod – erschlagen vom herabfallenden C einer Hotelreklametafel.
In den 1990er Jahren konnte Kozak für einige Independentfilme und Low-Budget-Produktionen gewonnen werden. Zu ihren zwei bekanntesten Filmen zählen der 1990 produzierte Horrorfilm Arachnophobia und das 1996 in zwei Teilen inszenierte Drama Titanic.
Im Jahr 2000 zog sich Kozak aus der Schauspielerei ins Privatleben zurück. Nach einer kurzlebigen ersten Ehe mit Van Santvoord von 1982 bis 1983 heiratete sie am 29. November 1997 Gregory Aldisert. Das Paar hat mittlerweile drei gemeinsame Kinder, Tochter Audrey (* 9. März 2000) und die Zwillinge Lorenzo und Giana (* 30. Mai 2002). Sie leben heute in Kalifornien.
2004 debütierte Kozak in den USA als Buchautorin, mit dem Krimi Dating Dead Man, sowie dem 2005 publizierten Werk Dating is Murder: A Novel.

## Filmografie

### Filme
- 1983: The House on Sorority Row
- 1989: Harry und Sally (When Harry met Sally...)
- 1989: Eine Wahnsinnsfamilie (Parenthood)
- 1990: Arachnophobia
- 1991: Armadillo Bears – Ein total chaotischer Haufen (Necessary Roughness)
- 1991: Boomer – Überfall auf Beverly Hills (The Taking of Beverly Hills)
- 1991: Mein Weihnachtswunsch (All I want for Christmas)
- 1994: The Favor – Hilfe, meine Frau ist verliebt! (The Favor)
- 1996: Titanic
- 1997: Dark Planet
- 2015: I Spit on Your Grave 3

### Serien
- 1983–1985: The guiding light (Springfield Story)
- 1985–1986: California Clan (Santa Barbara)
- 1988–1989: Knightwatch
- 1993–1994: Go West („Harts of the west“ im Original)
- 1997: Stargate SG-1 als Sara O’Neill

## Romane
- 2004: „Dating Dead Men“ (dt. Titel: Meine erste Leiche)
- 2005: „Dating is Murder“ (dt. Titel: Blondinen leben gefährlich)

## Auszeichnungen
- 2004: Agatha Award in der Kategorie Bester Erstlingsroman für Meine erste Leiche
- 2005: Anthony Award in der Kategorie Bester Erstlingsroman für Meine erste Leiche